# Chris Herd
Christopher "Chris" Herd (ur. 4 kwietnia 1989 w Perth) – australijski piłkarz grający w Buriram United. Może grać na wielu pozycjach, m.in. na środku i boku obrony oraz w środku pomocy.

## Kariera sportowa
Jest wychowankiem Aston Villi, w której zadebiutował w listopadzie 2010 roku.